# The Damned Things
The Damned Things fue un supergrupo de heavy metal formado por Joe Trohman y Andy Hurley de Fall Out Boy, Scott Ian y Rob Caggiano de Anthrax, y Keith Buckley y Josh Newton de Every Time I Die. El nombre del grupo está inspirado en las letras de la versión de los 70s de "Black Betty" de Ram Jam

## Historia
Las primeras semillas de la banda fueron plantadas en 2006, cuando los guitarristas Joe Trohman y Scott Ian se reunieron y comenzaron a escribir música juntos. Luego se invitó a Keith Buckley y Andy Hurley.
La banda tocó en su concierto de debut en el Knitting Factory en Brooklyn, Nueva York el 1 de junio de 2010 y su primer show en el Reino Unido fue en Londres en el Heaven el 10 de junio. También estuvo en la segunda etapa en el Download Festival el 13 de junio de 2010, y en el escenario Helvíti en el Festival de Copenhell el 12 de junio de 2010. El primer sencillo "We've Got A Situation Here" fue lanzado en iTunes el 25 de octubre de 2010. Las canciones "Ironiclast" y "We've Got A Situation Here" fueron liberadas como en vinilo sencillo y CD single el 26 de noviembre de 2010, a través de Metal Club Stores. El 21 de octubre de 2010, la banda lanzó la canción "Friday Night (Going Down In Flames)" a través de su Facebook y Myspace, así como la carátula de su álbum de debut, Ironiclast.
El 29 de noviembre de 2010, la banda lanzó la canción "Little Darling" de forma gratuita a través de AbsolutePunk.net.
El álbum debut de la banda, Ironiclast, fue liberado el 14 de diciembre de 2010 a por Island Records. El guitarrista Joe Trohman ha mencionado que en el álbum, la banda estaba buscando un blues-orientado, riff-orientado heavy/Rock clásico, y la combinación de elementos de sus propias bandas, en busca de un sonido de rock duro tradicional combinada con los aspectos más pesados de Anthrax y Every Time I Die y los coros cargados de gancho de Fall Out Boy. Trohman ha mencionado bandas como Thin Lizzy y Led Zeppelin han influido en las canciones. En una entrevista en diciembre de 2010, el guitarrista Joe Trohman confirmó que Josh Newton de Every Time I Die se han sumado a la banda como bajista durante la gira.
La banda tocó el Download Festival 2011 y en el Jägermeister Music Tour junto a Buckcherry, All That Remains y Hellyeah.
Actualmente está en una gira por Estados Unidos para promocionar el álbum Ironiclast
Anunciaron que estarán en el festival "Soundwave Revolution" que viajara a través de Australia
Luego se algunas giras con The Damned Things, Josh Newton se integró definitivamente a la banda.
En los premios "The Golden Gods 2011" fueron galardonados con el premio a Mejor Banda Nueva triunfando sobre The Defiled, Kvelertak, Tesseract, y Letlive.

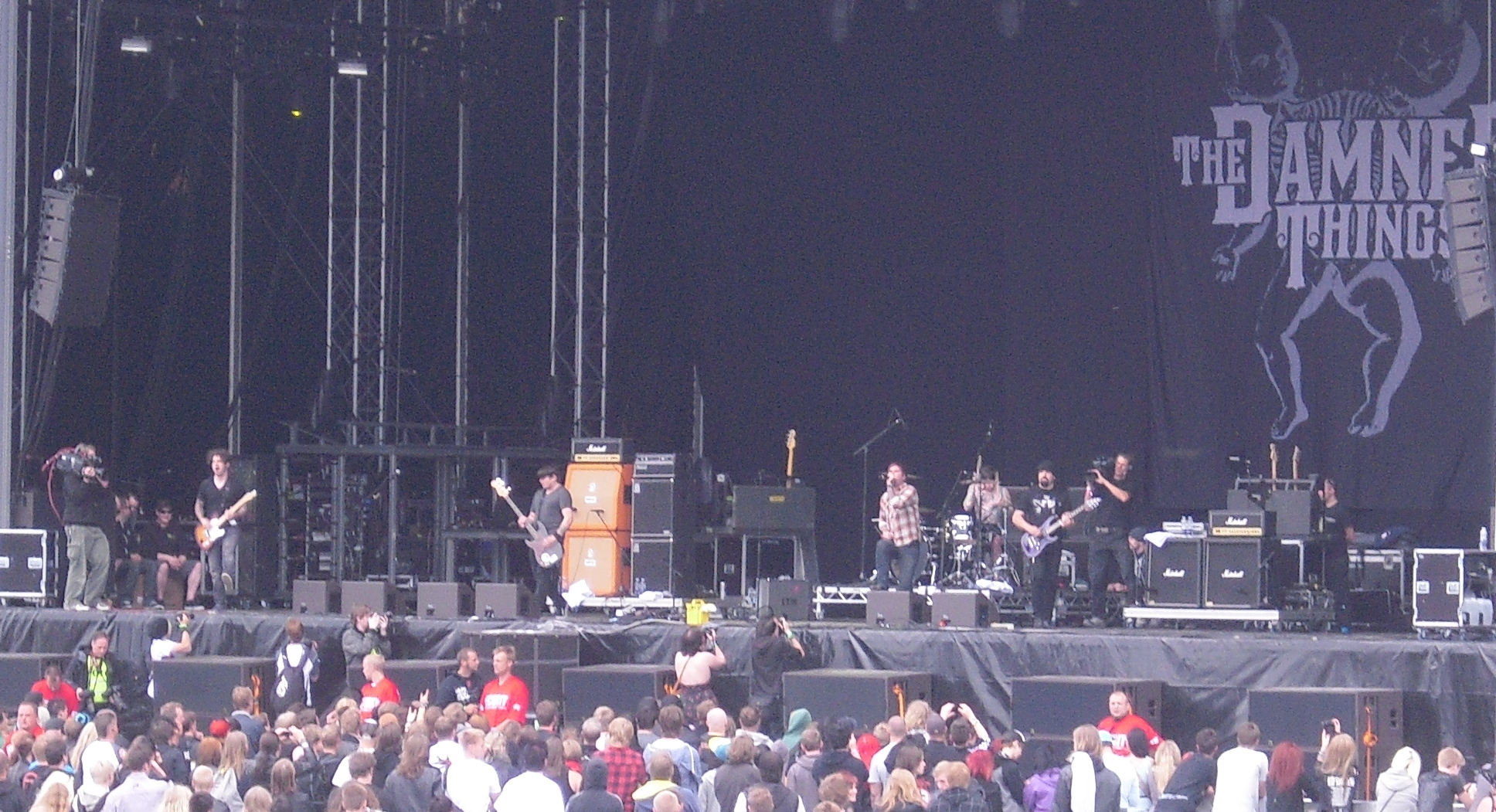
El grupo durante su presentación en el festival Metaltown (Gotemburgo, Suecia) en junio de 2011

## Miembros

### Miembros
- Keith Buckley – vocalista  (2009–2012)
- Joe Trohman – guitarras rítmica y líder, coros  (2009–2012)
- Rob Caggiano – guitarras rítmica y líder, coros, bajo en Ironiclast  (2009–2012)
- Scott Ian – guitarra rítmica, coros  (2009–2012)
- Andy Hurley – batería, percusión  (2009–2012)
- Josh Newton - bajo  (2010-2012)

## Discografía

### Álbumes de estudio
- Ironiclast

### Sencillos
| Año  | Nombre                       | Mejor posición | Álbum      |
| Año  | Nombre                       | U.S. Main.     | Álbum      |
| ---- | ---------------------------- | -------------- | ---------- |
| 2010 | "We've Got a Situation Here" | 25             | Ironiclast |